# Ctenosauriscus
Ctenosauriscus es un género extinto de arcosaurio poposauroideo con vela en el dorso de los depósitos del Triásico Inferior de Baja Sajonia en el norte de Alemania. Da su nombre a la familia Ctenosauriscidae, que incluye otros poposauroides con vela como Arizonasaurus. Se han encontrado fósiles en los depósitos del Olenekiense de hace alrededor de 247,5-247,2 millones de años, lo que lo convierte en uno de los primeros arcosaurios conocidos.

## Historia y descubrimiento
Ctenosauriscus se conoce a partir del holotipo, GZG.V.4191, un único esqueleto poscraneal parcial preservado que incluye columna vertebral, costillas y cintura parciales. El holotipo se compone de cuatro losas, que se etiquetaron como A1, A2, B1 y B2 en un estudio de 2011. Las losas A1 y B1 forman la parte y las losas A2 y B2 forman la contraparte. El holotipo fue descubierto a principios de 1871 en la localidad de Bremke dell, cerca del condado de Göttingen. El holotipo se encontró en un depósito llamado Solling-Bausandstein, que es un afloramiento del Buntsandstein medio superior en la región de Eichsfeld. Después de que se descubrió el holotipo, se alojó en la Universidad de Göttingen. Permaneció sin describir hasta 1902, cuando el paleontólogo alemán Friedrich von Huenelo designó como la nueva especie Ctenosaurus koeneni.

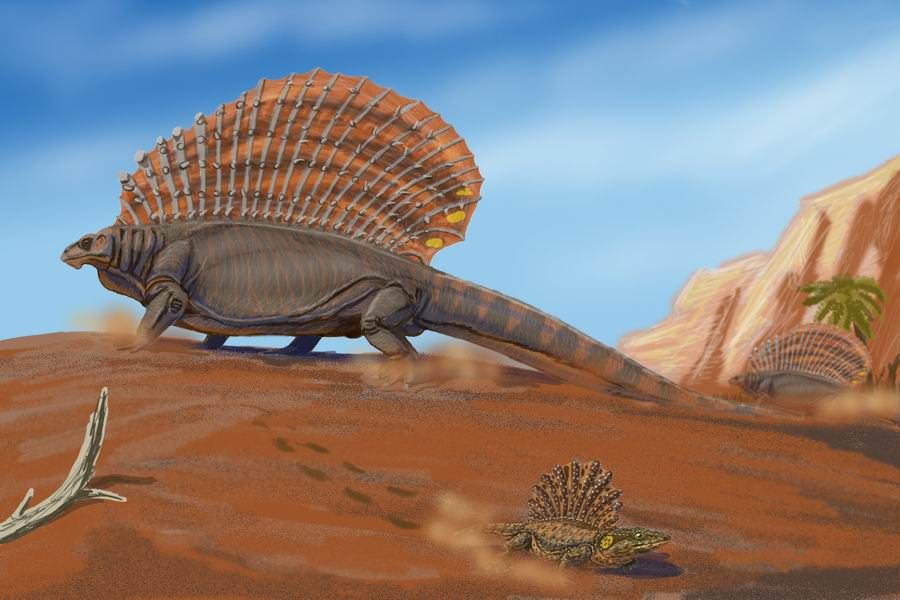
Edaphosaurus y Platyhystrix, dos animales con vela del Pérmico Inferior.

Ctenosauriscus fue clasificado primero como un pelicosaurio similar a Edaphosaurus, y luego como un temnospondilo estrechamente relacionado con Platyhystrix.
Von Huene consideró que C. koeneni era una especie superviviente tardía de Pelycosauria, un grupo de parientes lejanos de mamíferos conocidos solo del Carbonífero superior y Pérmico inferior. Basó esta clasificación en su similitud con los pelicosaurios con vela como Dimetrodon. El paleontólogo austriaco Othenio Abel colocó a C. koeneni como un anfibio temnospondilo estrechamente relacionado con Platyhystrix (que, como Dimetrodon, era del Pérmico Inferior). El nombre Ctenosaurus estaba preocupado por una especie de lagarto iguanido (ahora llamado Ctenosaura), por lo que un nuevo nombre genérico, Ctenosauriscus, fue erigido por el paleontólogo Oskar Kuhn en 1964. El paleontólogo B. Krebs redescribió el holotipo y reclasificó a Ctenosauriscus como un arcosaurio basándose en las similitudes con el pseudosuquio Hypselorhachis de los lechos de Manda del Triásico Medio de Tanzania.

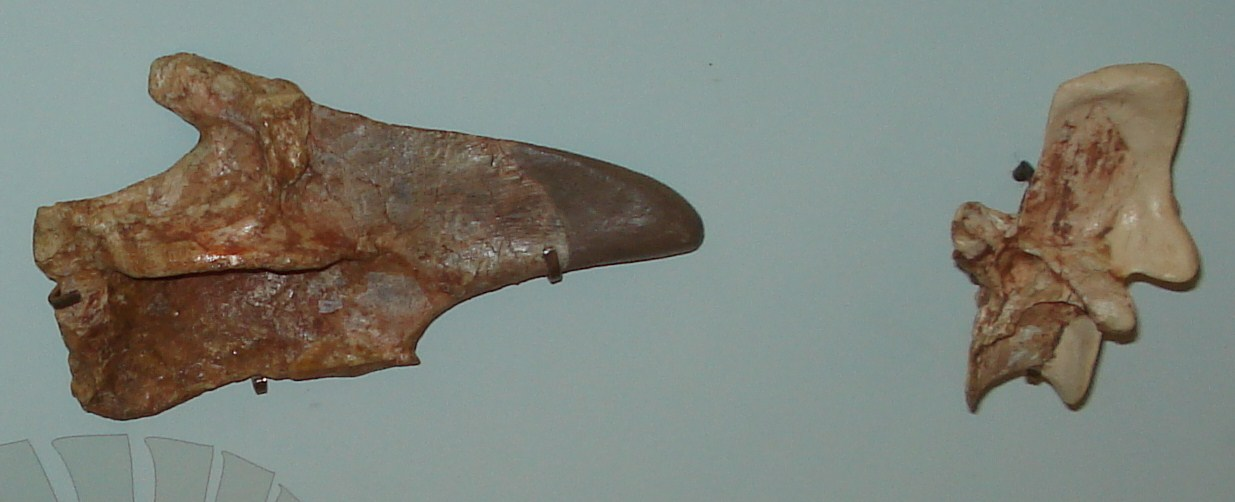
Material fragmentario que se ha referido a este género.

Ctenosauriscus se encontró en la Formación Solling, que se depositó hace unos 247,5 a 247,2 millones de años en la última etapa del Olenekiense. Esta edad se basa en dataciones radiométricas y registros de ciclos de Milankovitch en la formación. Se pensaba tradicionalmente que Ctenosauriscus vivió durante el Triásico medio después de que Krebs colocara al Buntsandstein medio dentro de la etapa anisiense.
Richard J. Butler, Stephen L. Brusatte, Mike Reich, Sterling J. Nesbitt, Rainer R. Schoch y Jahn J. Hornung publicaron una nueva descripción del holotipo en 2011. No identificaron ninguna autapomorfia para Ctenosauriscus, pero notaron que el holotipo se puede distinguir de otros ctenosauriscidos por una combinación única de caracteres. Ctenosauriscus es uno de los arcosaurios más antiguos hasta la fecha, junto con Vytshegdosuchus de Rusia y probablemente Xilousuchus, un ctenosauriscido de China.

## Descripción

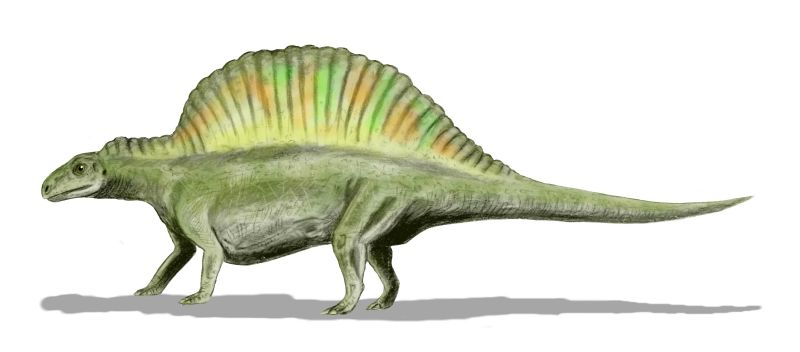
Restauración en vida de C. koeneni.

La característica más destacada de Ctenosauriscus es su dorso en forma de vela, formada por espinas neurales alargadas de las vértebras dorsales y cervicales. Estas espinas se curvan ligeramente hacia adelante en la parte delantera de la vela y ligeramente hacia atrás en la parte trasera de la vela. Aunque otros poposauroideos como Lotosaurus y los ctenosauriscidos Hypselorhachis y Xilousuchus también tienen espinas alargadas, la vela de Ctenosauriscus es una de las más grandes del grupo. Entre los ctenosauriscidos, Ctenosauriscus es más similar a Arizonasaurus del Triásico medio del suroeste de los Estados Unidos. Ambos ctenosauriscidos tienen espinas vertebrales alargadas de hasta 12 veces la altura de los cuerpos de las vértebras. Los extremos de las espinas son más anchos en Ctenosauriscus, y Ctenosauriscus también tiene proyecciones más grandes en el centro de las vértebras dorsales. Hypselorhachis también tiene espinas neurales que se ensanchan al final, pero son más cortas que las de Ctenosauriscus. Lotosaurus del Triásico Medio de China también tiene espinas alargadas, pero son más rectas, más anchas y mucho más cortas que las de Ctenosauriscus.

## Paleobiología
Un estudio de 1998 propuso que Ctenosauriscus era bípedo y que sus espinas neurales alargadas servían para absorber las fuerzas ejercidas al caminar sobre dos piernas. Aunque se desconocen los huesos de las extremidades, el estudio encontró que las fuerzas en las puntas de las espinas se concentraron en un punto debajo de la columna vertebral, que se supone que es la articulación de la rodilla. En la redescripción de Ctenosauriscus de 2011, los autores rechazaron esta idea porque para que las fuerzas sobre la columna se encontraran en la articulación de la rodilla, los músculos tendrían que formar una conexión directa entre la rodilla y la espalda. Las fuerzas ejercidas por el movimiento viajan desde las patas traseras hasta la cadera y las vértebras sacras, no las vértebras dorsales. La vela de Ctenosauriscus también habría desplazado su centro de peso hacia la parte delantera del cuerpo, dificultando o imposibilitando la locomoción bípeda.